# Sporvejsmuseet Skjoldenæsholms sporvogne og busser
Sporvejsmuseet Skjoldenæsholms vognpark omfatter pr. 2021 84 sporvogne, 2 hesteomnibusser, 5 batteri- og trolleybusser og 49 benzin- og dieselbusser. Dertil kommer så diverse arbejdskøretøjer og køretøjer anskaffet med henblik på indvending af reservedele. I løbet af 2021 var 32 sporvogne, 15 busser og en hesteomnibus i drift med passagerer i varierende omfang. Dertil kommer nogle sporvogne, der er udstillet i Valby Gamle Remise, og busser i Bushallen. Andre vogne er under restaurering i Remise 1 eller på museets filialværksted på Bornholm, mens resten hovedsageligt er opmagasineret i Remise 3. Sporvognene kommer fra København, Odense, Aarhus og en del udenlandske byer. Busserne stammer generelt fra Hovedstadsområdet, Odense og Aarhus.
I denne artikel omtales de sporvogne og busser, som de besøgende kan eller har kunnet opleve i driften eller udstillingerne. Størstedelen af museets vogne er anskaffet af dets ejer Sporvejshistorisk Selskab fra 1965 og frem, og hvoraf de første kom i drift ved museets indvielse i 1978. 35 sporvogne og busser blev dog overtaget fra HT Museum i 2003, hvis samling i stort omfang var videreført fra Københavns Sporveje. Derudover stammer nogle vogne fra andre foreninger som Omstigningsklubben og Busbevarelsesgruppen Danmark. En del af vognene har skiftet ejere og numre, mens de var i drift, men for overskuelighedens skyld benyttes normalt betegnelserne for det udseende, vognene har nu. Vognene er i øvrigt omtalt efter herkomst, type og alder i modsætning til artiklen om museets historie, hvor de er omtalt efter overtagelsestidspunkter.
Sporvejsmuseets ældste vogn er en tidligere hestesporvogn, der blev anskaffet som toetages af Københavns første sporvejsselskab, Copenhagen Railway Company, omkring 1863 og ombygget til elektrisk bivogn i 1903. Den er normalt opmagasineret, da dens tilstand ikke egner sig til fremvisning. Den ældste vogn, der kan opleves i almindelig drift, er DKS 283, der oprindeligt blev anskaffet som hestesporvogn af Kjøbenhavns Sporvei-Selskab mellem 1865 og 1872 men forsynet med ny vognkasse mellem 1887 og 1890 og ombygget til bivogn i 1902. Den yngste sporvogn er DPP 7079, en Tatra type T3 der blev leveret til sporvejene i Prag i 1985. Blandt busserne er FS 1, en De Dion Bouton der blev anskaffet af Frederiksberg Sporveje i 1913, alderspræsident. Den er normalt udstillet i Bushallen. Yngste bus er batteribussen Arriva 1947, der blev anskaffet til brug for buslinjen CityCirkel i København i 2009. Den er også udstillet i Bushallen.

## Sporvogne

### Sporvogne fra København
Den største gruppe af sporvogne på Sporvejsmuseet stammer fra København. Det gælder således også den ældste vogn i drift, DKS 283. Den blev oprindeligt anskaffet som hestesporvogn af Kjøbenhavns Sporvei-Selskab (KSS) mellem 1865 og 1872 men forsynet med en ny vognkasse mellem 1887 og 1890. Den blev ombygget til bivogn i forbindelse med elektrificeringen af De kjøbenhavnske Sporveje (DKS) i 1902. Den blev udtaget til bevaring af Københavns Sporveje (KS) i 1936, der i 1960 førte den tilbage til det udseende, den havde som bivogn i 1902-1911. KS 226 blev også leveret som hestesporvogn til Kjøbenhavns Sporvei-Selskab i 1897 men blev ombygget til bivogn i 1901. Efter udrangeringen blev den solgt som havehus men kom i 1979 til Sporvejsmuseet. Det var oprindeligt tanken at restaurere den som hestesporvogn, men det blev opgivet. I stedet blev den restaureret som bivogn i det udseende, den havde i 1911, passende til den nedennævnte motorvogn KS 567.
Motorvognen DKS 17 blev oprindeligt leveret som akkumulatorvogn til Nørrebros elektriske Sporvej i 1897. I 1902 blev den ombygget til drift med køreledninger, og i 1913 fik den større endeperroner med skærme. I forbindelse med Københavns Sporvejes 25 års jubilæum blev den udtaget som museumsvogn. Her fjernede man skærmene, men perronerne blev ikke ændret med det resultat, at vognen fik et udseende, den aldrig havde haft i driften. KS 22 blev anskaffet som toetages akkumulatorvogn i 1900 men ombygget til drift med køreledninger i 1902. Den blev ombygget med lukkede perroner i 1913 og til enetages i 1924. I 1952 blev den slibevogn. På Sporvejsmuseet blev den genskabt som toetages i den udformning, den havde haft i 1915-1924. Førstesalen blev dog lavet på Bornholm, da et aktivt medlem boede der. Efterfølgende blev den så skilt ad for transport og samlet igen på Sporvejsmuseet. Søstervognen, KS S1, den tidligere KS 23, har samme oprindelseshistorie, men den er bevaret i udgaven som slibevogn til udstillingsbrug. KS 100 blev også leveret som toetages i 1901 men til køreledningsdrift. Desuden fik den specielle bogier med store drivhjul og små løbehjul. Den fik lukkede perroner i 1913 og blev ombygget til enetages i 1924. Den blev udtaget som museumsvogn i 1952 og fremstår nu som i 1925-1935.
Fra de første par årtier af 1900-tallet findes en række af de såkaldte gamle vogne, der hovedsageligt blev bygget Scandia i Randers. Motorvognene KS 275 og DKS 567 repræsenterer således hovedtypevognene, der blev bygget i 265 eksemplarer i forbindelse med elektrificeringen af de københavnske sporveje i 1901-1902 og i de efterfølgende år. Omkring 1910 blev de oprindeligt åbne endeperroner afskærmede, og i 1923-1928 blev de ombygget med mere lukkede endeperroner. De sidste vogne af slagsen udgik af driften i 1966. KS 275 fra 1907 er restaureret i det udseende med stafferinger, den havde i 1938-1940. DKS 567 fra 1907, der blev overtaget fra Omstigningsklubben i 2011, er til gengæld restaureret i det udseende, den havde som skærmvogn i 1911-1915. Restaureringen af KS 567 og 226 fandt sted på Sporvejsmuseets filialværksted på Bornholm, men da de ikke kunne prøvekøres der, måtte det afsluttende arbejde ske på selve Sporvejsmuseet.
Videreudviklingen er repræsenteret af KS 327 fra 1912, der blev bygget med små lukkede perroner af Scandia. Typen kaldes populært vej- og kloak-vogn, da projekteringen var henlagt til Københavns Kommunes Vej- og kloakkontor. Den skulle have være udrangeret omkring 1940 men overlevede på grund af anden verdenskrig og fik forlængede perroner. Den er bevaret i det udseende, den havde ved udrangeringen i 1965. KS 437 blev bygget af Scandia i 1918 som en serie på 25 motorvogne, der fik tværsæder i stedet for de hidtidige langsæder. Den er lidt længere og kan udadtil kendes på en anden vinduesinddeling. Den er restaureret i det udseende med stafferinger, den havde i 1938-1940.
Scandia leverede også mange bivogne, heriblandt KS 1253 med langsæder fra 1909. Den blev bygget med små åbne perroner men blev ombygget med store lukkede perroner i 1916-1917. Den blev udrangeret i 1960 men blev senere restaureret i det udseende, den havde i 1935-1940 med stafferinger og brune perroner. Ved de senere bivogne gik man over til tværsæder fra 1912, og frem til 1920 anskaffedes 180 næsten ens bivogne i tre serier. KS 1321 fra 1914 er fra den anden serie og fremstår, som den gjorde ved udrangeringen i 1966. KS 1460, der blev bygget som den sidste af slagsen i 1920, er til gengæld restaureret i det udseende med stafferinger, den havde i 1935-1940. Udadtil kan de tværsædede bivogne kendes på, at de har otte små vinduer i siderne mod fire store i de langsædede bivogne. Den åbne bivogn KS 389 fra 1909 med tværsæder og adgang direkte fra gaden er af en serie på 75 vogne, der især var beregnet til sommertrafik. Den fremstår som i 1936, hvor typen udgik af trafik. Mens KS 389 var museumsvogn hos Københavns Sporveje havde den en særlig opgave, idet sporvejsorkestret sad i den og spillede ved forskellige kavalkader.
Frederiksberg havde eget sporvejsselskab, Frederiksberg Sporveje, indtil 1919. Her havde man udelukkende toetages motorvogne, heriblandt FS 50, der blev anskaffet som en af de sidste i 1915. Vognene udgik af driften i 1933, og i 1936 blev FS 50 udtaget som museumsvogn i forbindelse med Københavns Sporveje 25 års jubilæum. Ved 50 års jubilæet i 1961 fik den sine oprindelige røde og creme farver tilbage. Som bivogn findes FS 78 fra 1913. Den havde oprindeligt åbne perroner, men de blev ombygget til lukkede, efter at Københavns Sporveje overtog driften af Frederiksberg Sporveje i 1919. Den blev udrangeret i 1933 og udtaget som museumsvogn i 1937. I 1961 fik den sit oprindelige udseende tilbage med åbne perroner og rød og creme bemaling.
I 1930 begyndte Københavns Sporveje at bygge en ny type bogievogne, der blev tegnet af arkitekten Ib Lunding og præget af funktionalismen. Frem til 1941 blev der bygget 118 motorvogne og 83 bivogne, hvoraf 30 bivogne blev bygget af Scandia, men resten af Københavns Sporveje selv. I 1950'erne blev de ombygget med faste konduktørpladser og ændrede dørplaceringer. De var i drift indtil sporvejsdriften ophør i København i 1972. Motorvognene KS 575 fra 1938 og KS 587 fra 1940, og bivognene KS 1552 fra 1934, KS 1572 fra 1940 og KS 1578 fra 1941 er bevaret i det udseende, de havde i 1961-1965. NESA 929 fra 1934 er af en serie på 10 bogiemotorvogne, der tilhørte NESA fra 1934 til 1953. Efterfølgende blev den benyttet til et mislykket forsøg med enmandsbetjening frem til 1956. På Sporvejsmuseet er den blevet restaureret tilbage til sit oprindelige udseende som NESA-vogn.
Fra 1942 til 1947 byggede Københavns Sporveje de såkaldte scrapvogne af forhåndenværende materialer for at håndtere de stigende passagertal under og efter anden verdenskrig. Motorvognene blev ombygget med fast konduktør fra 1949 til 1951 og bivognene fra 1949 til 1958. Motorvogne udgik af driften i 1967 og bivognene i 1968. KS 470 fra 1945 er en af de 44 motorvogne af typen, mens KS 1065 fra 1947 er den sidste af de 65 bivogne. De fremstår begge som i 1961-1965. De sidste sporvogne Københavns Sporveje byggede var de såkaldte Dukke Lise-vogne, der blev anskaffet som dengang moderne vogne i 1949-1952. Prisstigninger og materialemangel førte imidlertid til, at der kun blev bygget otte vogne. De udgik af driften i 1967 efter et alvorligt bremsesvigt. Sporvejsmuseet har den første vogn af slagsen, KS 701 fra 1949.

### Sporvogne fra Aarhus og Odense
Aarhus havde elektriske sporvogne fra 1904 til 1971, men de adskilte sig ved at køre på meterspor (sporvidde 1000 mm), hvor man i København og Odense benyttede normalspor (sporvidde 1435 mm). Århus Sporveje (ÅS) blev ramt af en katastrofe, da næsten hele vognparken brændte ved en schalburgtageaktion i 1944. Kun et par bivogne overlevede, heriblandt ÅS 60 fra 1909 der var til ombygning fra åben til lukket bivogn. Den blev ombygget til slibevogn i 1953 og er udstillet som sådan på Sporvejsmuseet. Blandt de brændte vogne var det muligt at genbruge undervognene fra 12 motorvogne og 12 bivogne. Et vogntog blev genopbygget af Københavns Sporveje i stil med deres scrapvogne i 1945, og Scandia genopbyggede resten i samme udformning. I 1947 nybyggede Scandia yderligere otte motorvogne og seks bivogne. På Sporvejsmuseet kører motorvognene ÅS 1 og 3 fra 1945 i det udseende, de havde ved udrangeringen i 1971, mens bivognen ÅS 54 er udstillet.
Odense havde sporvogne fra 1911 til 1952. Motorvognen OS 12 blev leveret til Odense Sporvej af svenske ASEA i 1913. I 1945 blev den solgt til sporvejene i Uppsala, hvor den var i drift indtil 1953. Herefter var vognkassen havehus, indtil den blev erhvervet af Sporvejshistorisk Selskab i 1972. Fra 1988 til 1997 gennemgik den omfattende restaurering tilbage til sit udseende fra 1930'erne hos foreningens afdeling i Odense. Undervognen kom fra et tilsvarende vogn fra Jönköping, der var brændt i 1977. Den åbne bivogn OS 51 blev leveret til åbningen i 1911 og var i drift til det sidste. Efterfølgende stod den hos en børnehave, indtil den blev overtaget i 1970. OS 59 fra 1913 var oprindeligt også en åben bivogn, men den blev ombygget til lukket med åbne perroner i 1919-1920. Efter udrangeringen i 1952 endte den hos en entreprenørvirksomhed, som den blev overtaget fra i 1966.

### Udenlandske sporvogne
De udenlandske sporvogne er typisk anskaffet for at vise udviklingen i andre lande. Det gælder for eksempel vogne fra byer, der ligger nær Danmark så som Malmö, Oslo, Flensborg og Rostock. Men også Hamburg, Basel, Haag og Prag er repræsenteret. Andre vogne fortæller en historie så som to vogne fra Hamburg og Düsseldorf, der blev prøvekørt i København i 1957-1958, og som udvendigt fremstår som dengang. Den vogn, der kommer længst væk fra, er M&MTB 965 fra Melbourne, der blev givet som gave til det danske kronprinspar og deponeret på Sporvejsmuseet i 2006.
Den først anskaffede udenlandske sporvogn er Flensborgs SFV 36 fra 1926, der ankom til Skjoldenæsholm i 1974, efter at sporvejsdriften i byen var blevet indstillet året før. Overtagelsen af den metersporede vogn blev til dels begrundet med kommercielle hensyn. Den daværende vognpark var forholdsvis ensartet, så en fremmed vogn måtte forventes at vække interesse hos publikum. Desuden ville mange kunne genkende den fra besøg i byen lige syd for den danske grænse. Den blev indsat som ekstravogn i den første sæson i 1978. Vognen var dog i dårlig stand og blev derfor hensat. Ekstrakørslen blev derefter varetaget af BVB 213 fra Basel, der blev anskaffet til formålet i 1979. Den er bygget i 1933, men med sine træsæder og små sideruder virker den noget ældre. SFV 36 blev til gengæld restaureret tilbage til fordums glans af Geraer Verkehrsbetrieb i Gera i 2010-2012.
I 1977 overtoges bogievognen ML 74 fra Malmö, hvor sporvejsdriften også var ophørt i 1973. Vognen er en såkaldt Mustang, der blev leveret til flere svenske byer i årene under og efter anden verdenskrig. Dengang var der venstretrafik i Sverige, men da man gik over til højretrafik i 1967, blev vognen ombygget tilsvarende.
I 1993 forærede sporvejene i Rostock REKO-vognen RSAG 797 til Sporvejsmuseet. Vognen er fra 1976, men på grund af den manglende udvikling i det daværende DDR er den baseret på forældede principper. Til gengæld var den Sporvejsmuseets yngste sporvogn de næste 24 år. I 1999 erhvervedes desuden en bivogn fra byen i form af Gotha-vognen RSAG 924. Vognen er bygget i 1967 men senere ombygget til partyvogn. I 2002 blev der gjort forsøg med at benytte bivognen som cafévogn ved normalsporstrækningens endestation Eilers Eg, hvilket blev en succes.
I 1996 kom V6-vognen HHA 3657 til Sporvejsmuseet. Den er bygget til sporvejene i Hamburg i 1952 og var officielt byens sidste sporvogn, da sporvejsdriften blev indstillet i 1978. Den blev efterfølgende overtaget af bymuseet Museum für Hamburgische Geschichte. Remisen den blev opbevaret i brændte imidlertid i 1994. For at sikre vognen fremover ønskede de frivillige der passede den, at den kom til Sporvejsmuseet. Det resulterede efterfølgende i en lejeaftale mellem de to museer. Desuden fortsatte de frivillige deres arbejde på Sporvejsmuseet. Vognen blev overtaget af Sporvejsmuseet i 1998. I 2005 købtes yderligere V7B-bivognen HHA 4384 fra 1957 fra Hannoversches Straßenbahn-Museum. Efter en længerevarende restaurering kunne den sættes i drift bag på HHA 3657 i 2016. Den har i øvrigt også en interessant fortid, idet den blev benyttet til et mislykket forsøg med ubemandede bivogne i Hamburg i 1964-1965.
I forbindelse med en kavalkade i 1999 lånte Sporvejsmuseet PCC-vognen HHA 3060 fra Verein Verkehrsamateure und Museumsbahn ved Schönberger Strand. Vognen er bygget til Hamburg i 1951 men blev prøvekørt på linje 7 i København i 1958 og tilbragte efterfølgende resten af sin driftstid i Bruxelles. Vognen blev i første omgang lånt for tre-fire år, men låneaftalen blev efterfølgende forlænget på ubestemt tid. I 2002 fik den selskab af ledvognen RBG 2412 fra Düsseldorf fra 1957, der var blevet prøvekørt på linje 2 i København i 1957-1958 umiddelbart før prøvekørslerne med HHA 3060. Prøvekørslerne med ledvognen havde dannet grundlag for anskaffelse af tilsvarende vogne til København, så blandt andet derfor havde en overtagelse af den længe været ønsket. Året efter fulgte den tilsvarende ledvogn RBG 2410. Den overtog jobbet som cafévogn i 2014, da den større vogn gav bedre arbejdsvilkår for de frivillige medarbejdere og bedre plads til de besøgende.
I 2000 overtog Sporvejsmuseet motorvognen OS 203 fra Oslo. Den er bygget i 1953 og var oprindeligt af typen SM-53, også kaldet Høka-vogne efter fabrikken, Hønefoss Karosserifabrikk. I 1986 gennemgik den en omfattende ombygning og modernisering til typen SM-83 med ny front og teknologi. Den fremstod derfor stadig som en moderne vogn, hvilket var ikke en ikke helt uvæsentlig begrundelse for overtagelsen af den. I 2001 lejedes en passende bivogn, OS 589, fra den svenske forening Spårvägssällskapet Ringlinien. Den var oprindeligt blevet leveret til Göteborg i 1953 men solgt til Oslo i 1988. Bivognen blev lejet for 10 år men blev sendt retur allerede i 2006, da der skulle skaffes plads til den senere anskaffede M&MTB 965, der er omtalt nedenfor.
I 2002 overtog Sporvejsmuseet den toakslede motorvogn HTM 824 fra Haag fra museumssporvejen Electrische Museumtramlijn Amsterdam, hvor den var blevet overkomplet. Overtagelsen af vognen fra 1929 skyldtes blandt andet det gode forhold til den nederlandske søsterforening, og at vognen ville kunne sammenlignes med de danske toakslede vogne.
I 2006 modtog Sporvejsmuseet en sporvogn fra Melbourne i Australien, der blev givet som gave af delstaten Victoria til Kronprins Frederik og Kronprinsesse Mary og deponeret på museet. Transporten af den udvalgte sporvogn, en SW6-vogn fra 1950 med betegnelsen M&MTB 965, skete med et par containerskibe fra A.P. Møller - Mærsk, der også betalte for transporten. Sporvognen ankom til Aarhus 18. februar 2006 efter ca. 32.000 km's sejlads. Den officielle præsentation og ibrugtagning af sporvognen fandt sted, da kronprinsparret besøgte Sporvejsmuseet 23. maj 2006.
I 2017 anskaffede Sporvejsmuseet motorvognen DPP 7079, der blev leveret til sporvejene i Prag i 1985. Vognen er en Tatra T3, der er leveret i ca. 14.000 eksemplarer til en række byer i Østblokken fra 1960 og ca. 30 år frem. Sammen med de lidt smallere Tatra T4 er der i alt bygget ca. 16.600 eksemplarer, hvilket gør den til verdens mest producerede sporvognstype. Det er samtidig en klassisk vogn, som mange besøgende vil kunne genkende fra besøg i Prag og andre østeuropæiske byer. Vognen blev sat i drift på museet 22. juni 2019 ved et arrangement med deltagelse af den tjekkiske ambassadør Radek Pech.

## Busser

### Busser fra København
Den ældste motorbus i samlingen er den franske De Dion Bouton-bus FS 1, der var blevet leveret til Frederiksberg Sporveje i 1913, da de begyndte at køre med motorbusser på Strøget i København. I modsætning til senere busser har den adgang fra gaden fra en åben bagperron, mens chaufføren sidder oven på motoren. I 1919 fulgte bussen med resten af Frederiksberg Sporveje ind i Københavns Sporveje, der udtog den som museumsbus i 1936. I 1961 fik den sin oprindelige røde og creme bemaling tilbage. Københavns Sporveje begyndte at udvide busdriften i 1930'erne, hvor man blandt andet anskaffede Triangel-bussen KS 41 i 1933. Den gør sig bemærket ved sin halfcab-front og højrestyring. Den blev udtaget som museumsbus i 1955. I 1938 anskaffedes en serie forholdsvis små busser med amerikansk Reo-chassis og snude til motoren, heriblandt KS 314, til kørsel udenfor centrum. Den blev udtaget som museumsbus i 1954. En anden Triangel-bus, KS 37 fra 1929, kom til at indgå i et sommerhus i Hornbæk, hvor den blev genfundet, da sommerhuset skulle rives ned i 2002. Der manglede dog en del dele, men til gengæld har vognkassen kunnet udstilles som modstykke til flere andre busser, der er kommet stort set lige fra driften.
De sidste busser med snude blev anskaffet efter anden verdenskrig i form af en serie, der blev bygget på lastbilchassiser af typen Comet fra britiske Leyland Motors. KS 329 fra 1949 blev udtaget som museumsbus i 1961. Den er restaureret tilbage til originaludseende med fire små farvede lanterne på fronten til at signalisere forskellige linjer med. I 1950'erne og begyndelse af 1960'erne erhvervede Københavns Sporveje et større antal busser af typen Leyland Royal Tiger med karrosseri fra Dansk Automobil Byggeri (DAB) i Silkeborg. En del af dem var kombinerede en- og tomandsbetjente busser, heriblandt KS 772 der blev leveret som en af de sidste i 1963. Den blev udtaget som museumsbus i 1972 men fremstår som ved leveringen. Den enmandsbetjente KS 863 fra 1958 blev overtaget af Sporvejshistorisk Selskab i 1993, efter at den havde stået på en ophuggerplads i over 20 år. Den er nu udstillet som eksempel på hvad der sker, hvis der ikke bliver taget hånd om tingene i tide.
I forbindelse med at sporvognene i København blev erstattet med busser fra 1964 til 1972, blev der anskaffet tre store serier af busser. Den første var serie 1, der bestod af 299 busser fra Leyland/DAB, og som blev lanceret som fremtidens bus. En af dem var KS 995, der blev leveret i 1964 og udtaget som museumsbus i 1976. Serie 2 var en videreudvikling og omfattede 251 busser. Da de små linjenumre på fronten var svære at se, fik de fleste af dem karakteristiske store kasser til dem. Det gælder blandt andet KS 322, der blev leveret i 1968 og udtaget som museumsbus i 1982. Kollegaen HT 428 fra 1969 blev til gengæld udsmykket af Nina Steen-Knudsen i 1984 som en af en række kunstbusser, der blev udsmykket af forskellige kunstnere i 1980'erne. Den blev overtaget af Sporvejshistorisk Selskab i 1991. Serie 3 bestod af 94 busser med chassis fra Volvo og karrosseri fra Aabenraa Karrosseri. Da hækmotoren blev placeret under bagsædet blev det muligt at give den et forholdsvis lavt gulv. Sporvejsmuseets eksemplar KS 571 fra 1972 blev solgt til Københavns Lufthavn efter udrangeringen. Den blev overtaget i 1999 og efterfølgende ført tilbage til sit oprindelige udseende. Prototypen til serie 3-bussen, KS 531 fra 1970, blev overtaget af Volvo som museumsbus i 1984. Via Busbevarelsesgruppen Danmark kom den til Sporvejsmuseet i 2011.
Københavns Sporveje indgik sammen med en række andre selskaber i Hovedstadsområdets Trafikselskab (HT) i 1974. Fra deres tid stammer HT 1388 fra 1982 med chassis fra Scania og karosseri fra DAB. Den blev udtaget som museumsbus i 1996. HT 1501 blev bygget af DAB samme år. Da busdriften blev udliciteret kom den til Linjebus i 1992. Efter udrangeringen stod den nogle år hos en ophugger, som den blev overtaget fra i 2006. Den fremstår nu som ved leveringen. HT 1596 er en Volvo B10M, der blev leveret i 1983. I 1995 blev den skolevogn hos Uddannelsescentret for Kollektiv Trafik. Den blev overtaget i 2008 og efterfølgende restaureret tilbage til sit oprindelige udseende. Volvo leverede også chassiset til HT 1856 fra 1988, der fik karosseri fra DAB. Fra 2000 kørte den hos City-Trafik, der forærede den til Sporvejshistorisk Selskab i 2005. Den fremstår nu som da den kørte for Busdivisionen i 1990'erne.
I løbet af 1990'erne blev al HT's busdrift udliciteret. De busser, der kørte for HT selv, indgik i Busdivisionen, senere Bus Danmark. Fra dem stammer lavgulvsbussen BDK 1950, der blev leveret fra DAB i 1995 i forbindelse med oprettelsen af linje 350S. Den er ført tilbage til sit oprindelige udseende med blå-hvide S-busstriber i tagkanten. I slutningen af 1990'erne leverede DAB 250 gasbusser til forskellige HT-entreprenører. Det blev dog ikke en varig succes, idet de ved udrangeringen frem til 2009 blev erstattet af nye, renere dieselbusser. Sporvejsmuseets eksemplar, Combus 5202 fra 1998, nåede at køre for flere selskaber men fremstår nu som ved leveringen. Heller ikke dobbeltdækkerbusserne, der leveret af East Lancashire Coachbuilders i England og indsat i drift fra 2001, fik varig betydning. De sidste blev udrangeret i 2012 og blev næsten alle sammen ombygget til sightseeingbusser. City-Trafik 2806 forblev dog som en undtagelse i sit udseende som S-bus. Den blev udlånt til Sporvejsmuseet af ejeren Preben Paaske fra 2017.
I 2002 indførtes A-busserne i København, der blev en betydelig succes. De er repræsenteret af 13,7 m-bussen Arriva 1425 fra 2001, der blev overtaget i 2013. Den blev efterfølgende restaureret til det udseende, den havde på linje 5A, hvor den kørte det meste af sin aktive tid. Derimod gik det ikke så godt med en serie på 11 små batteribusser, der blev indsat på CityCirkel i 2009, fra 2010 linje 11A, i København. Driften med dem ophørte ved udgangen af 2014, og i 2016 overtog Sporvejsmuseet så Arriva 1947 "Nathalie Zahle".

### Busser fra resten af Danmark
Hovedstadsområdet udenfor Københavns Kommune er blandt andet repræsenteret af NESA 62. Det er en Büssing Senator, der blev leveret i 1963, da trolleybusserne på Lyngbyvej blev erstattet af dieselbusser. Den blev overtaget i 1974. De ovennævnte serie 2-busser fra Leyland/DAB blev også anskaffet af Herlev-Ruterne men med en anden dørplacering. HR 68 fra 1973 fulgte med selskabet ind i HT i 1974 og blev museumsbus hos dem i 1986. Fra Birkerød Bus Compagni kommer BBC 43, der blev leveret fra Leyland/DAB i 1984. I 1994 kom den til Fjordbus, der forærede den til Sporvejshistorisk Selskab i 2012. Den er efterfølgende ført tilbage til sit oprindelige udseende med rød og creme bemaling.
Birkerød Bus Compagni anskaffede også et par lavgulvsbusser fra DAB i 1993. De kom ligeledes til Fjordbus i 1994, der forærede FB 7433 til Sporvejshistorisk Selskab i 2006. En anden lavgulvsbus men med et andet udseende er PB 8431, der blev leveret til Partnerbus i Skibby af Volvo og Aabenraa Karrosseri i 1994. Selskabet blev overtaget af Netbus i 2005, der forærede bussen til Sporvejshistorisk Selskab i 2010. Bussens karosseri er af den sidste model, der blev udviklet af Aabenraa Karrosseri, inden de blev overtaget af Volvo. Arriva 1794, en Scania CL94UB fra 2003 der har kørt i først Ballerup og senere Slagelse, blev overtaget af museet i 2020.
Busserne fra Aarhus er præget af, at man i mange år steg ind bagi der. Det gælder for eksempel for ÅS 165, der blev leveret til Århus Sporveje (ÅS) fra Volvo og Nordisk Karosserifabrik i Svendborg i 1961. Efter udrangeringen i 1975 blev den foræret til Sporvejshistorisk Selskab. Bussen blev den første, der kom i drift, da Sporvejsmuseet påbegyndte busdrift i 1995. ÅS 272, en DAB Serie 12, blev leveret i 1990 og var i drift til 1995, hvor den blev foræret til Sporvejshistorisk Selskab. Søsterbussen ÅS 287 blev leveret i 1991 og blev udrangeret i 2007. Via Busbevarelsesgruppen Danmark kom den til Sporvejsmuseet i 2011. Fra 1994 til 2000 leveredes en serie ledbusser med højt gulv fra Volvo og Säffle Karosserifabrik. Den sidst leverede af slagsen, ÅS 452 fra 2000, blev overtaget af Sporvejshistorisk Selskab i 2012. Indimellem var Århus Sporveje involveret i et forsøg i form af den såkaldte Travolator, ÅS 001, der blev leveret fra Leyland/DAB i 1987. Bussen bød som noget dengang nyt på lavt gulv og var udstyret med forskellig ny teknik. Meget af det blev senere brugt i andre busser, men Travolatoren selv måtte udrangeres i 1993 efter mange børnesygdomme.
Odense er repræsenteret af flere generationer af busser. Den ældste er OO 15, der blev leveret til Odense Omnibus fra Volvo og Ørum-Petersen i Herning i 1949. I 1952 indgik den sammen med resten af busselskabet i Odense Bytrafik. I 1964 blev den overtaget af Nyborg Bustrafik og i 1970 af Sporvejshistorisk Selskab. Den er ved at blive ført tilbage til sit oprindelige udseende pr 2018. Odense Bytrafiks første egne busser blev anskaffet til afløsning for sporvognene i 1952. OB 10 blev således leveret fra Volvo og Smith, Mygind & Hüttemeier med det første Volvo-chassis med motor under gulvet. Den blev overtaget af Sporvejshistorisk Selskab i 1971. Søsterbussen OB 30 blev bevaret af Odense Bytrafik selv. De ophørte imidlertid i forbindelse med en udlicitering af byens busdrift, og da der ikke var lokal interesse for at bevare bussen, blev den solgt til Sporvejshistorisk Selskab i 2008.
OB 130 er en Volvo B10M-60 med Aabenraa karosseri, der blev leveret i 1982 og var i drift til 2006. Indretningen i den er dog stort set den samme som i de 30 år ældre OB 10 og OB 30. OB 140 er af en tilsvarende type fra 1987, men her er der livet op på indretningen til forskel fra de mere mørker farver i OB 130. OB 140 var i drift til 2009. Begge busser blev bevaret af Busbevarelsesgruppen Danmark men kom til Sporvejsmuseet i 2011. OB 38 blev leveret samme steds fra i 2002 men er en 13,7 m lang laventrébus. I forbindelse med den nævnte udlicitering overgik den til Tide Bus, der forærede den til Sporvejshistorisk Selskab i 2015. På det tidspunkt var den en af de sidste i Odense Bytrafiks traditionelle mørkerøde og lysegrå farver.
Lokalområdet er repræsenteret af JT 53 fra Jensens Turisttrafik, der benyttede den som bybus i Ringsted. Den har chassis fra Fiat og karosseri fra den lokale Ringsted Karosserifabrik. Den var i drift fra leveringen i 1975 og indtil 1996, hvorefter den overgik til Sporvejsmuseet i 1997. Desuden er der en turistbus fra 1963, der også har karosseri fra Ringsted Karosserifabrik men chassis fra Mercedes-Benz. Den kørte oprindeligt for Asger Jensen fra Tybjerglille men blev overtaget af De Blaa Omnibusser i Holte 1989. I 2008 blev den så overtaget af Sporvejsmuseet.
En enkelt bus har kørt i udlandet. TAK 1167 er en Scania/DAB-bus, der oprindeligt blev leveret som HT 1585 i 1984. I 1996 blev den solgt til Tallinna Autobussikoondiis i Tallinn, hvor den kørte frem til 2009. Den er bevaret i Tallinn-udseendet som et eksempel på den betydelige eksport af brugte danske busser til Østeuropa, der fandt sted i 1990'erne.

## Hestekøretøjer og trolleybusser
Hestesporvognen KSS 51 blev oprindeligt bygget som sporomnibus til Kjøbenhavns Sporvei-Selskab (KSS) i 1876 men ombygget til sporvogn i 1883-1884. Den endte med at køre på Nørregadelinien, til den blev nedlagt som den sidste linje med hestesporvogne i 1915. Linjen blev poplært kaldt for "Hønen", et navn museumsvognen arvede. Hesteomnibussen KO 17 blev leveret til Kjøbenhavns Omnibuskompagni (KO) i 1896. Den kørte det meste af sin tid på Købmagergadelinien, indtil den blev indstillet som den sidste linje med hesteomnibusser i 1917. De blev begge udtaget til bevaring som de første museumsvogne af Københavns Sporveje, da der blev holdt auktion over de sidste hestesporvogne og hesteomnibusser i 1921. Begge vogne kører nu enkelte dage i løbet af sæsonen med lejede heste på Sporvejsmuseet.
En sporomnibus fra Frederiksberg Sporvejsselskab overlevede også. Den er fra 1872 og havde oprindeligt nedsænkelige styrehjul, så den kunne køre ad sporvognsskinnerne. Den blev udrangeret i 1913 og kom derefter til Ørby i Nordsjælland. Omkring 1972 blev den overtaget af vognmanden Børge Kaa og sat i stand. I 1997 kom den til HT Museum og fulgte efterfølgende med deres samling til Sporvejsmuseet i 2003.
I 1938 indledte Københavns Sporveje og NESA fælles drift med trolleybusser ad Lyngbyvej til Lyngby og Jægersborg. Københavns Sporveje anskaffede nogle vogne med chassis fra Leyland men med eget karosseri med tydelig inspiration fra deres samtidige bogievogne. Sporvejsmuseets eksemplar, KS 101, var i drift fra starten i 1938 og indtil 1963, hvor kørslen med trolleybusser ad Lyngbyvej ophørte. NESA drev også flere trolleybuslinjer selv, blandt andet til erstatning for deres sporvogne fra 1953. Her blev der leveret 20 busser med chassis fra Leyland og karosseri fra Smith, Mygind & Hüttemeier. De var i drift, indtil NESA indstillede kørslen med trolleybusser i 1971. Sporvejshistorisk Selskab overtog NESA 31, mens søsterbussen NESA 34 blev bevaret af Danmarks Tekniske Museum i Helsingør.

## Arbejdskøretøjer
Udover sporvogne og busser har Sporvejsmuseet også en del arbejdskøretøjer med forskellig baggrund. Fra Københavns Sporveje overtog man således i 1970 et par skinnegående tårnvogne til arbejde på køreledninger og et par snefejevogne. En snefejevogn var en åben vogn med koste, hvor en funktionær havde det kolde job at betjene kostenes drivmotor, mens vognen blev skubbet af en motorvogn. Fra NESA har man en automobiltårnvogn, der blev bygget af Ford og Frederiksberg Karosserifabrik i 1939. Til kørsel på spor uden køreledninger og til arbejder på normalsporsstrækningen har man tre motortroljer og tre troljebivogne fra DSB og Banestyrelsen.
Slibevognen WSW 3241 stammer fra sporvejene i Wuppertal. Vognen blev bygget som almindelig motorvogn i 1925 men ombygget i 1967. Den blev overtaget i 1987, da sporvejsdriften i byen ophørte i 1987. Overtagelsen skete med henblik på bekæmpelse af riffeldannelser på sporene, der ellers medfører støj og slid på sporvognene. Rensevognen DVG 711 blev bygget til sporvejene i Duisburg i 1949 og er indrettet til rensning af skinner. Den kom senere til det tyske sporvejsmuseum Schwerter MuseumsStraßenbahn, men efter at de lukkede i 2000, blev vognen overtaget af Sporvejsmuseet i 2001.
Museets frivillige medarbejdere har også bygget flere arbejdsvogne selv, for eksempel en silovogn til udkørsel af cement og grus, en ukrudtssprøjtevogn og flere fladvogne til forskellige transporter. Desuden har museet en åbent og en lukket lastvogn til transport af løsdele, grus, skinnestykker mv.

## Lånte og udlånte vogne
Næsten alt materiel på Sporvejsmuseet tilhører museets ejer, foreningen Sporvejshistorisk Selskab, hvis medlemmer driver museet. Tre vogne tilhører dog andre, heriblandt den ovennævnte M&MTB 965, der officielt tilhører kronprinsparret. HHA 3060 fra Hamburg, der blev prøvekørt i København i 1958, tilhører Verein Verkehrsamateure und Museumsbahn ved Schönberger Strand. Den blev oprindeligt udlånt i 1999 for tre-fire år men låneaftalen blev efterfølgende forlænget på ubestemt tid. Endelig er dobbeltdækkerbussen City-Trafik 2806 fra 2001 blevet udlånt til Sporvejsmuseet af ejeren Preben Paaske siden 2017.
Indimellem har der også været sporvogne på kortere ophold, ligesom nogle af Sporvejsmuseets egne vogne også selv har været udlånte. Fra 1968 til 1980 var motorvognen KS 437 således udlånt til Danmarks Tekniske Museum i Helsingør. Fra april til september 1976 var den åbne Odense-bivogn OS 51 i Sandkås på Bornholm. Her var den udlejet til restauratøren Erik Dahl, der havde skabt det humoristiske foretagende Bornholms Sporvognstrafik B/S.
Fra 1981 lånte Sporvejsmuseet flere gange vogne fra HT's, senere HT Museums, samling, indtil den helt blev overtaget i 2003. Som den første låntes den åbne københavnske bivogn KS 389 i 1981 i anledning af årets udstilling "Med Sporvogn til Skov og Strand". Her bidrog den som et minde om tidligere tiders sporvognsture ad Strandvejen til Charlottenlund og Klampenborg. I 1983-1984 og i 1994 gjorde et par lån af Frederiksberg-motorvognen FS 50 det muligt at vise en toetages sporvogn. Det var noget som flere besøgende havde efterspurgt sammen med åbne københavnske bivogne og ledvogne, men som Sporvejsmuseet dengang normalt ikke kunne byde på. Ved genindvielsen af en telefonkiosk fra Frederiksberg i 1993 medvirkede HT Museums Frederiksberg-bus FS 1. Ved en kavalkade i 1999 bidrog HT Museum med fire sporvogne og ved en kavalkade i 2003 med tre busser. Der skete dog også et udlån den anden vej, idet motorvognen ÅS 1 fra Aarhus blev udstillet på HT Museum i 1999-2001, hvor den stod ved siden af deres tilsvarende københavnske scrapvogn.
I 1986 fik Sporvejsmuseet for første og hidtil eneste gang besøg af et tog. I anledning af 50-året for nedlæggelsen af den Sjællandske Midtbane, hvis tracé Sporvejsmuseets strækninger er anlagt på, blev der afholdt en særudstilling. I den forbindelse opstilledes Triangel-motorvognen DSB ME 33 fra Helsingør Jernbaneklub på museet. Motorvognen havde selv kørt på banen i sin tid, hvilket fremgik af et billede i udstillingen fra banens sidste dage.
I juni 1999 var bussen OB 10 på en længere tur til Museispårvägen Malmköping, hvor den deltog i optog og udstilling i anledning af 100-året for de første svenske motorbusser. Indvielsen af Øresundsforbindelsen året efter blev markeret ved, at Odense-vognen OS 12 blev udlånt til Museispårvägen Malmö i sommeren 2000, mens motorvognen MSS 100 derfra til gengæld kørte på Sporvejsmuseet i 2000-2001. Den svenske vogn var populær blandt de besøgende med sine åbne endeperroner. Den svenske vogns forholdsvis lange besøg skyldtes, at værkstedsforholdene på Sporvejsmuseet var bedre end i Malmö. Af samme årsag var Museispårvägens motorvogn BVG 3018 fra Berlin også på Sporvejsmuseet i 2000-2002, hvor den også kom ud at køre lidt.
I maj 2004 var hestesporvognen KSS 51 i Rostock i anledning af 100 året for indførelsen af elektriske sporvogne i byen. De havde ikke en hestesporvogn selv, og da det var ikke muligt at låne en fra andre tyske byer, låntes den danske. I sommeren 2006 var de to københavnske bogievogne KS 575 og 1578 i Amsterdam. Baggrunden var at foreningen Nederlandse Vereniging van Belangstellenden in het Spoor- en tramwegwezen havde 75 års jubilæum, og de havde fået flere udenlandske sporvogne på besøg i den anledning. I weekenden 2.-3. september 2006 var det Malmö-vognen ML 74's tur til at besøge sin hjemby, hvor den kørte på museumssporvejen i anledning af 100-året for sporvogne i byen. KSS 51 var en tur i Rostock igen i 2011 i forbindelse med sporvejenes 130 års jubilæum.
Trolleybussen KS 101 har været ude at køre i Landskrona tre gange. Første gang var i forbindelse med indvielsen af byens enlige trolleybuslinie mellem Skeppsbron og en ny jernbanestation 27. september 2003. Anden gang var i forbindelse med et lille trolleybustræf 14.-17. maj 2011, hvor Svenska Spårvägssällskapets trolleybus SS 4038 fra Stockholm også deltog. Tredje gang var 21.-29. september 2013 i forbindelse med trolleybusliniens 10 års jubilæum. Her var der planlagt et større træf af trolleybusser, men i praksis blev KS 101 eneste deltager udefra.

### Opstillede vogne
I flere tilfælde har enkelte sporvogne eller busser været opstillet en enkelt eller nogle få dage i forskellige sammenhænge. 1. juli 1977 var den åbne Odense-bivogn OS 51 på besøg i sin hjemby i anledning af Odense Bytrafiks 25 års jubilæum. 20. juni 1980 var scrapmotorvognen KS 470 opstillet foran Sankt Bendts Kirke i Ringsted i forbindelse med en byfest. Den var blevet lejet af Ringsted Handelstandsforening, der gerne ville markere, at Sporvejsmuseet var en af kommunens seværdigheder. 8.-9. august 1981 deltog bivognen KS 1460 og bussen Nesa 62 i et veteranstævne i Gilleleje sammen med en række veteranbiler, brandbiler, damptromler og andre gamle køretøjer.
Ved rejseudstillingen Rejs '89 i Bella Center i København 1.-5. februar 1989 blev Sporvejsmuseet valgt som en af repræsentanterne for Vestsjællands Amt. Her blev OS 51 opstillet som en del af museets stand. I begyndelsen af marts 1989 blev OS 51 opstillet på Kongensgade i Odense som reklame for restaureringen af motorvognen OS 12 i byen. Sporvognene havde i øvrigt kørt ad gaden i sin tid, men nu var gaden blevet til gågade. I forbindelse med Sporvejshistorisk Selskabs 25 års jubilæum blev der afholdt en udstilling i hallen på Københavns Rådhus fra 8. til 17. februar 1990. Her indgik OS 51 og forperronen fra KS 276 som dele af udstillingen, mens bussen ÅS 165 var opstillet udenfor. Den gamle motorvogn KS 275 var også opstillet et døgns tid, indtil den måtte fjernes før tid på grund af en BZ-demonstration.
I pinsen 1999 deltog KS 1460 i Græsted Veterantræf, hvor den blev trukket rundt af en rangertraktor på den tilstødende Græsted Station. 100-året for Odense Sporvej og åbningen af en udstilling om den kommende Odense Letbane blev markeret ved, at motorvognen OS 12 og tre busser blev udstillet på Flakhaven i Odense 5. oktober 2011. Efterfølgende blev OS 12 og bivognen OS 59 udstillet i tilknytning til udstillingen på Danmarks Jernbanemuseum resten af oktober. 25. marts 2013 var bussen KS 41 opstillet på Vanløse Torv ved Vanløse Station i anledning af oprettelsen af linje 9A dagen før. Senere i 2013 begyndte en årlig tradition med opstilling af en bus ved det årlige veteranbilløb Copenhagen Historic Grand Prix på Bellahøj i København. Den første bus der deltog var KS 772, der var til stede 3. og 4. august.
Sporvejshistorisk Selskabs 50 års jubilæum i 2015 blev også markeret med en udstilling på Københavns Rådhus, men denne gang blev museumsvognene udenfor. Hestesporvognen KSS 51 og bussen KS 41 var opstillet som blikfang de første par dage, mens KS 772 fungerede som mobil salgsbod i hele udstillingsperioden fra 11. til 21. februar. 29. august 2015 var bivognen KS 1460 opstillet på Istedgade i København i forbindelse med indvielsen af en udstilling om Modstandsbevægelsen i den genskabte butik Stjerne Radio i gaden. Ved udstillingen Historiske Dage i Øksnehallen i København 10.-11. august 2018 var KS 772 opstillet udenfor som blikfang for museets stand indenfor. 18. august 2018 var bivognen KS 1321 opstillet på Dronningensgade på Christianshavn i forbindelse med bydelens 400 års jubilæum. Her fungerede dem som et minde om linje 8, der betjente bydelen gennem mange år.

## Bevaring og restaurering
Noget af Sporvejsmuseets materiel kommer stort set lige fra driften. Det gælder blandt andet blandt nogle af de yngste busser, der måske ikke virker særligt museumsagtige endnu, men som til gengæld er i god stand. Men også en del ældre sporvogne og busser, der blev udtaget til bevaring efter udrangeringen, står stadig som dengang. Nogle af hestesporvognene og de sporvogne der blev udrangeret i 1930'erne har til gengæld været benyttet som sommerhuse og lignende. Tilsvarende blev en del af de sporvogne, der blev udrangeret i 1960'erne, opsat på legepladser ved skoler og institutioner. Den udendørs opbevaring har dog taget hårdt på den slags vogne, så de er typisk opmagasinerede, da de ikke egner sig for udstilling.
En del sporvogne er blevet restaureret tilbage til tidligere udgaver, så de repræsenterer forskellige tidspunkter i sporvejshistorien. Flere andre er under restaurering, mens atter andre er opmagasinerede i venten på, at der bliver tid og råd til at tage sig af dem. Alt afhængig af den enkelte vogns stand og hvor meget der ønskes gjort, kan restaureringerne blive temmelig omfattende. Blandt andet er det nødvendigt at genskabe mange dele af træ. Men også de elektriske installationer og genskabningen af tidligere tiders indretning kan give anledning til meget arbejde.
Blandt de vogne der arbejdes på pr. 2021 kan nævnes den gamle københavnske motorvogn KS 261, der er ført tilbage til det udseende, den havde i 1927-1935. En længerevarende restaureringsprojekt er motorvognen KS 361, der var en af de første Sporvejshistorisk Selskab anskaffede i 1965, men som aldrig har været i drift på Sporvejsmuseet. Den skal fremstå i det udseende, den havde under Besættelsen i 1943-1945. Der arbejdes også på at genskabe ledvognen KS 890 i det oprindelige københavnske udseende, efter at den har tilbragt 29 år i Alexandria. Tilsvarende arbejdes der med restaurering af bussen OO 15, der bliver ført tilbage til det udseende, som den havde ved leveringen til Odense Omnibus i 1949.
På Bornholm arbejdes der med de to Frederiksberg-motorvogne FS 22 og FS 31 fra 1899. De blev overtaget som vognkasser i henholdsvis 1984 og 2003 men skal nu genskabes i forskellige udseender som toetages vogne. Desuden arbejdes der med den københavnske bogiebivogn KS 1531 fra 1931, der skal føres tilbage til sit oprindelige udseende. Den blev overtaget i 2002, efter at den havde stået ved Sundpark Skole i ca. 30 år. På det tidspunkt var den en af de sidste vogne, der var tilbage af dem, der var blevet opsat ved forskellige skoler og institutioner ved sporvejsdriftens ophør.
Endelig er Odense-bivognene OS 51 og 59 ved at blive renoveret til brug som driftsvogne på Sporvejsmuseet, idet en del af arbejdet på OS 59 dog i en periode foregik på Bornholm. De to Odense-bivogne blev ganske vist restaureret tilbage i 1970-1971, men på det tidspunkt havde man ingen motorvogn fra Odense, og man regnede derfor ikke med, at de to bivogne ville komme i almindelig drift. De første par årtier efter museet åbnede var de i stedet udstillet, hvilket dog især sled på den åbne bivogn OS 51, som mange børn kravlede rundt på.
I 2019 begyndte man som noget nyt at rekonstruere en sporvogn i form af en åben bivogn fra Frederiksberg Sporveje, passende til en toetages motorvogn fra samme selskab der er under restaurering. På længere sigt kan det også komme på tale at rekonstruere en af de første toetages hestesporvogne fra København fra 1863. Man har godt nok som nævnt en tidligere en af slagsen, men der er for få originale dele til, at en restaurering tilbage til det oprindelige udseende vil give mening. Derudover kan det komme på tale at rekonstruere et vogntog fra Aarhus fra før anden verdenskrig. Næsten alle Aarhus' daværende sporvogne brændte ved en schalburgtageaktion i 1944, så de bevarede sporvogne repræsenterer udelukkende tiden efter krigen.
Sporvejsmuseet har dog som nævnt allerede nu 30 sporvogne og 12 busser, der kan bruges til drift. En væsentlig del af tiden på museets værksted går derfor med almindelige eftersyn, daglig vedligeholdelse og de små og store reparationer, der jævnt hen bliver behov for. Indimellem er der også vogne, der skal gennem en renovering. Alt efter hvad der er behov for, råder Sporvejsmuseet derfor over et malerværksted, løftebukke, grave, og en mængde forskelligt værktøj.

## Skiltning
Langt de fleste af Sporvejsmuseets sporvogne og busser er indrettet til at kunne skilte som flere forskellige linjer. På de københavnske sporvogne kan der dog være mange skilte at skifte, herunder en del på taget, hvilket begrænser hvor ofte det sker. Men som udgangspunkt skifter de københavnske vogne linje en gang om året, og så der er et bredt udvalg af linjer i hver sæson. Undtagen er dog vogne, der kun har kørt på en eller to linjer. For eksempel har den toetages motorvogn KS 22 har kun kørt på linje 3 i det udseende, den har nu. Når der er aften-åbent sidste lørdag i august og september og onsdag i efterårsferien kan der dog være en vogn, der bliver skiltet om til natlinje. Derudover kan trafikweekenden i juli, bogudgivelser og andre begivenheder også give anledning til bestemte skiltninger af vogne. Ved julearrangementet i december er det endvidere tradition, at sporvognene fra København og Aarhus bliver forsynet med særlige julesporvognsskilte.
En del af skiltene stammer fra dengang, vognene var i daglig drift. Men hvor de ikke findes, genskaber Sporvejsmuseets skilteværksted dem med computer og en skæreprinter. Her bliver de gamle alfabeter først lagt ind i computeren, så den kan gengive de skrifter, der i sin tid blev benyttet. Herefter bruges computeren til at styre skæreprinteren, så de ønskede tekster kommer ud på plastfolie med de rette størrelser og spatiering. Derefter bliver folien anbragt på skiltet, hvorefter bogstaverne bliver fjernet. De bliver så malet, og når de er tørre, fjernes den omgivende folie. Herved bliver skiltene betydeligt mere nøjagtige end i gamle dage, hvor der benyttedes silketryk eller skabeloner. Samtidig gør teknikken det muligt at genskabe linjer og skilte fra begyndelsen af 1900-tallet. Endelig kan det også benyttes til påskrifter på selve vognene.

## Statistik

### Kørselsstatistik
I 2021 blev der kørt 2.141 km med tre sporvogne på metersporsstrækningen. Den mest benyttede vogn var Aarhus-vognen ÅS 3, der kørte 1.484 km. Siden Sporvejsmuseets åbning i 1978 er der kørt 87.758 km med fire sporvogne på metersporsstrækningen. Den mest benyttede af de fire er Aarhus-vognen ÅS 1, der har kørt 37.269 km. Søstervognen ÅS 3 har tegnet sig for 33.410. I praksis har der dog været en del sæsoner, hvor det kun er den ene af Aarhus-vognene, der har været i drift. Kørsel med bivogne er aldrig forekommet officielt på metersporsstrækningen.
På normalsporsstrækningen blev der kørt 13.728 km med 18 motorvogne i 2021. Den mest benyttede motorvogn var den københavnske scrapvogn KS 470 med 2.080 km. Den mindst benyttede var Odense-motorvognen OS 12 med 110 km. Siden åbningen af normalsporsstrækningen i 1985 er der blevet kørt 345.815 km med 28 motorvogne. Den mest benyttede er KS 470, som har været med i de fleste sæsoner, og som har kørt 40.613 km. Den mindst benyttede motorvogn er BVG 3018 fra Berlin, der var udlånt fra Museispårvägen Malmö i 2000-2002, og som nåede at køre 43 km i 2002. Blandt de nuværende motorvogne på museet er Dukke Lise-vognen KS 701 den mindst benyttede med 454 km. For både den og flere andre vogne gælder dog, at der har været flere sæsoner, hvor de ikke har været i drift.
På normalsporsstrækningen blev der desuden kørt 6.975 km med 10 bivogne i 2021. Den mest benyttede bivogn var den tidligere hestesporvogn DKS 283 med 1.85 km, mens Odense-bivognen OS 59, der var i drift for første gang, kørte 47 km. Siden kørslen med bivogne begyndte i 1988 er der blevet kørt 136.427 km med 15 bivogne. Den mest benyttede bivogn er den gamle bivogn KS 1460 med 23.999 km. Den mindst benyttede bivogn er OS 59 med de nævnte 47 km.
Hestesporvognen KSS 51 kørte 22 km i 2021 og har i alt præsteret 247 km, siden kørslen med den startede i 2012. Hesteomnibussen KO 17 kørte 114 km i 2021 og har i alt præsteret 819 km, siden kørslen med den startede i 2013.
På de to busstrækninger rundt om Valsølille Sø og til Borup Station blev der kørt 3.342 km med 15 busser i 2021. Den mest benyttede med 711 km var den københavnske serie 2-bus KS 322. De mindst benyttede busser var den københavnske Comet-bus KS 329 og Triangel-bussen KS 41, der kørte 18 km hver. Siden kørslen med busser begyndte i 1995 er der kørt 55.305 km med 19 busser på de to strækninger samt på Valdemarsbussen i 1997-1999. Den mest benyttede bus er ÅS 165 fra Aarhus, der har været med fra starten, og som har kørt 11.427 km. Den mindst benyttede bus er KS 314, der kørte 27 km i 2004.
Alt i alt kørte sporvogne og busser 26.300 km i 2021. Siden åbningen i 1978 er der blevet kørt 626.772 km.

### Kørte km i udvalgte år
Metersporsstrækningen blev indviet sammen med museet i 1978 og ca. 300 m lang. Den første etape af normalsporsstrækningen blev indviet i 1985. Efter indvielsen af 2. etape i 1987 var den på ca. 550 m, efter indvielse af 4. etape i 1993 på ca. 1,1 km og efter færdiggørelsen i 1999 på ca. 1,5 km. Kørslen med normalsporede bivogne begyndte i 1988 men blev først udbredt for alvor efter færdiggørelsen af normalsporsstrækningen i 1999. Kørslen med benzin- og dieselbusser begyndte i 1995. Fra starten af er der kørt rundt om Valsølille Sø, fra 1997 til 1999 på Valdemarsbussen i Ringsted og fra 2011 til Borup Station. Kørslen med en hestesporvogn begyndte i 2012 og med en hesteomnibus i 2013.
Faldet i kørte km for metersporede sporvogne og normalsporede motorvogne fra 2019 til 2020 skyldes, at sæsonåbningen i 2020 blev udskudt, og at julearrangementet blev aflyst på grund af coronaviruspandemien.
| Type                     | 1978  | 1988  | 1998  | 2008   | 2018   | 2019   | 2020   | 2021   | I alt   |
| ------------------------ | ----- | ----- | ----- | ------ | ------ | ------ | ------ | ------ | ------- |
| Metersporede sporvogne   | 1.157 | 1.848 | 1.876 | 1.994  | 2.286  | 2.344  | 1.998  | 2.141  | 87.758  |
| Normalsporede motorvogne | -     | 2.041 | 4.011 | 13.087 | 15.168 | 15.098 | 11.999 | 13.728 | 345.815 |
| Normalsporede bivogne    | -     | 43    | 68    | 5.492  | 4.765  | 5.867  | 6.333  | 6.975  | 136.427 |
| Hestesporvogne           | -     | -     | -     | -      | 8      | 9      | 14     | 22     | 247     |
| Hesteomnibusser          | -     | -     | -     | -      | 92     | 139    | 100    | 114    | 819     |
| Benzin- og dieselbusser  | -     | -     | 1.968 | 999    | 4.115  | 2.994  | 3.167  | 3.342  | 56.124  |
| I alt                    | 1.157 | 3.932 | 7.923 | 21.572 | 26.438 | 26.442 | 23.565 | 26.300 | 626.772 |

### Antal vogne i drift i udvalgte år
| Type                     | 1978 | 1988 | 1998 | 2008 | 2018 | 2019 | 2020 | 2021 | I alt |
| ------------------------ | ---- | ---- | ---- | ---- | ---- | ---- | ---- | ---- | ----- |
| Metersporede sporvogne   | 3    | 2    | 2    | 2    | 3    | 4    | 3    | 3    | 4     |
| Normalsporede motorvogne | -    | 3    | 5    | 17   | 20   | 19   | 18   | 18   | 28    |
| Normalsporede bivogne    | -    | 1    | 3    | 7    | 9    | 9    | 8    | 10   | 15    |
| Hestesporvogne           | -    | -    | -    | -    | 1    | 1    | 1    | 1    | 1     |
| Hesteomnibusser          | -    | -    | -    | -    | 1    | 1    | 1    | 1    | 1     |
| Benzin- og dieselbusser  | -    | -    | 3    | 4    | 15   | 13   | 12   | 15   | 19    |
| I alt                    | 3    | 6    | 13   | 30   | 49   | 47   | 43   | 48   | 68    |

### Antal vogne i alt i udvalgte år
Tallene i parentes i 1978 og fra 2018 angiver reservedelskøretøjer. I de mellemliggende år er de ikke opgivet særskilt. Der er set bort fra undervogne, bogier, halve vognkasser mv. Stigningen fra 1998 til 2008 skyldes blandt andet overtagelsen af 35 vogne fra HT Museum i 2003.
| Type                     | 1978    | 1988 | 1998 | 2008 | 2018      | 2019      | 2020      | 2021      |
| ------------------------ | ------- | ---- | ---- | ---- | --------- | --------- | --------- | --------- |
| Metersporede sporvogne   | 5       | 8    | 8    | 12   | 10 (+1)   | 10 (+1)   | 10 (+1)   | 10 (+1)   |
| Normalsporede motorvogne | 14      | 19   | 21   | 42   | 46 (+2)   | 46 (+2)   | 46 (+2)   | 46 (+1)   |
| Normalsporede bivogne    | 10      | 14   | 14   | 26   | 26        | 26        | 26        | 27        |
| Hestesporvogne           | -       | -    | -    | 1    | 1         | 1         | 1         | 1         |
| Hesteomnibusser          | -       | -    | -    | 2    | 2         | 2         | 2         | 2         |
| Trolleybusser            | 3       | 3    | 3    | 4    | 4         | 4         | 4         | 4         |
| Batteribusser            | -       | -    | -    | -    | 1 (+1)    | 1 (+1)    | 1 (+1)    | 1 (+1)    |
| Benzin- og dieselbusser  | 7 (+1)  | 9    | 13   | 31   | 47 (+9)   | 47 (+11)  | 49 (+12)  | 49 (+10)  |
| I alt                    | 39 (+1) | 53   | 59   | 118  | 137 (+13) | 137 (+15) | 139 (+16) | 140 (+13) |